# Хулуба
Хулуба (рум. Huluba) — село у повіті Арджеш в Румунії. Входить до складу комуни Вултурешть.
Село розташоване на відстані 107 км на північний захід від Бухареста, 27 км на північний схід від Пітешть, 128 км на північний схід від Крайови, 78 км на південний захід від Брашова.

## Населення
За даними перепису населення 2002 року у селі проживали 235 осіб, усі — румуни. Усі жителі села рідною мовою назвали румунську.